# Ernst Bernheim
Ernst Bernheim (19. února 1850 Hamburg – 3. března 1942 Greifswald) byl německý historik. V letech 1883 – 1921 působil jako profesor na Univerzitě E. M. Arndta v Greifswaldu.

## Životopis
Po studiích a maturitě v Hamburku studoval Bernheim na Humboldtově univerzitě v Berlíně a na Ruprecht-Karls-Universität v Heidelbergu. V roce 1873 promoval na univerzitě v Štrasburku u Georga Weitze. O dva roky později se habilitoval na univerzitě v Göttingenu u Julia Weizsäckera. V roce 1883 se stal profesorem pro dějiny středověku a pomocných věd historických na univerzitě v Greifswaldu, kde učil až do svého penzionování v roce 1921. Během svého působení na této univerzitě zastával v r. 1899 také funkci rektora.
Bernheim se stal slavný svým dílem Lehrbuch der historischen Methode und der Geschichtsphilosophie, které poprvé vyšlo v roce 1889 a ve kterém se zabývá různými způsoby historického bádání.
V roce 1886 přestoupil od judaismu k protestantismu.

## Výběr z díla
- Lehrbuch der historischen Methode und der Geschichtsphilosophie. 1889. Ausgabe 1903: internetový archiv; Ausgabe 1908: internetový archiv
- Lokalgeschichte und Heimatkunde in ihrer Bedeutung für Wissenschaft und Unterricht. In: Pommersche Jahrbücher. Band 1, 1900, S. 15–32.
- Das Wormser Konkordat und seine Vorurkunden hinsichtlich Entstehung, Formulierung, Rechtsgültigkeit. Breslau 1906 (Neudruck: Scientia-Verlag, Aalen 1970, ISBN 3-511-04081-7).
- Einleitung in die Geschichtswissenschaft. Göschen, Leipzig 1905 (Sammlung Göschen, Bd. 270; verkürzte Wiedergabe von Bernheims Lehrbuch). Ausgabe 1907: internetový archiv
- Mittelalterliche Zeitanschauungen in ihrem Einfluss auf Politik und Geschichtsschreibung. Tübingen 1918 (Neudruck: Scientia-Verlag, Aalen 1964).